# Chạng vạng

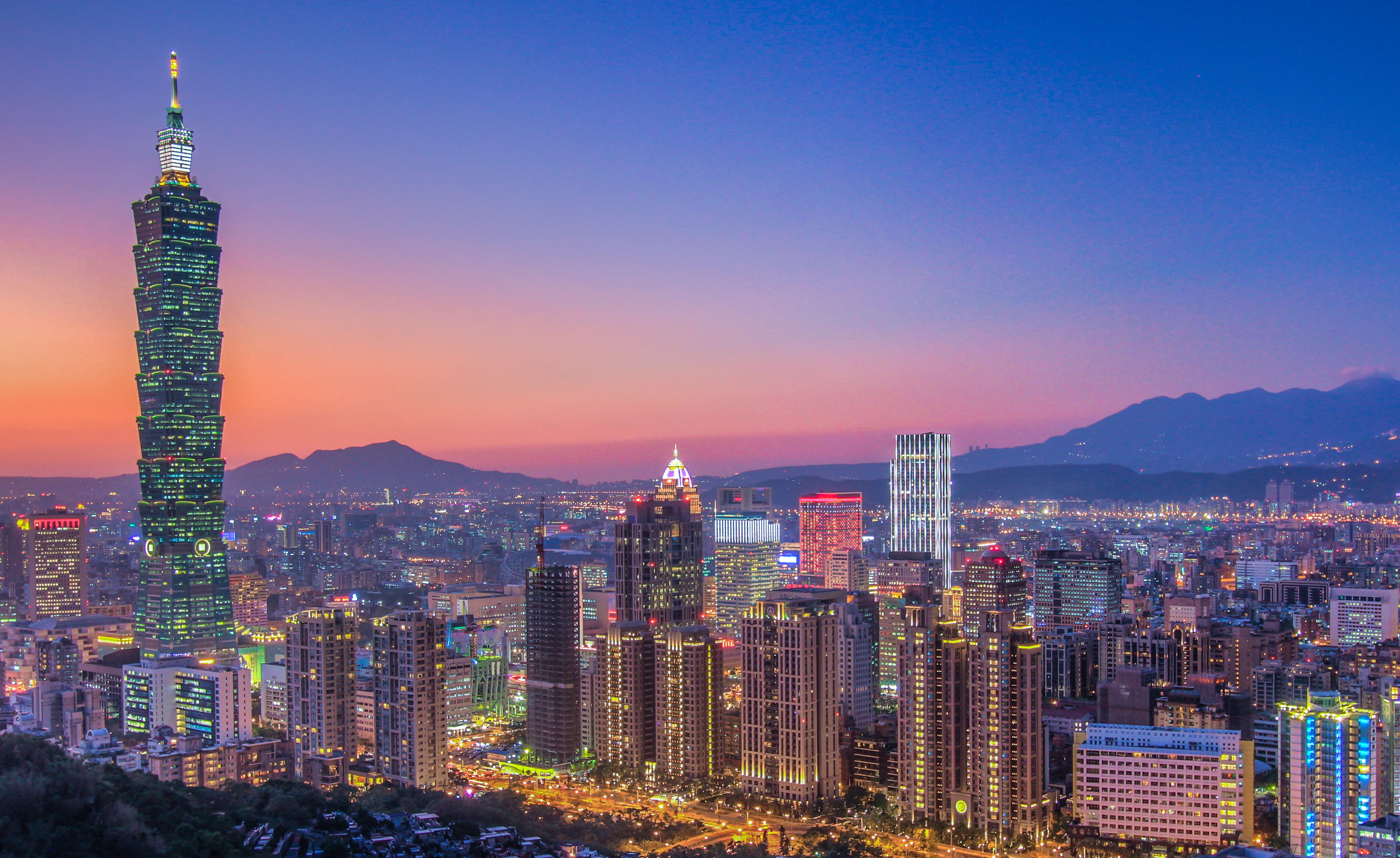
Cảnh thành phố Đài Bắc, Đài Loan lúc chạng vạng

Chạng vạng là khoảng thời gian giữa lúc rạng đông và lúc Mặt Trời mọc, hoặc giữa lúc hoàng hôn và lúc Mặt Trời lặn. Vào lúc đó, ánh sáng mặt trời tán xạ ở tầng khí quyển bên trên rồi chiếu xuống tầng khí quyển phía dưới khiến cho mặt đất không sáng hoàn toàn hoặc tối hoàn toàn, ánh sáng tán xạ này cũng được gọi là chạng vạng.
Mặt Trời ở càng thấp dưới đường chân trời, chạng vạng càng tối (cần xét các yếu tố khác, chẳng hạn điều kiện khí quyển). Khi Mặt Trời xuống thấp dưới 18° dưới đường chân trời, bầu trời chạng vạng buổi tối trở nên hoàn toàn tối và ban đêm chính thức bắt đầu. Tương tự, khi Mặt Trời lên trở lại đến vị trí 18° dưới đường chân trời, ban đêm trở thành chạng vạng buổi sáng. Thời gian chạng vạng có những ấn tượng thị giác đặc biệt, điển hình là ánh sáng mềm dịu từ bầu trời và những hình bóng nổi bật của các vật thể, do đó nó được đánh giá cao bởi giới nhiếp ảnh, giới họa sĩ gọi thời gian này là giờ xanh, theo từ ngữ tiếng Pháp ''l'heure bleue''.
Chạng vạng không nên bị nhầm lẫn với ánh sáng khá trông giống của cực quang trên bầu trời vùng vĩ độ cao, hay các ánh khí trong thời gian này.
Động vật chạng vạng là các loài động vật hoạt động mạnh mẽ nhất lúc chạng vạng.

## Các giai đoạn chạng vạng

Chạng vạng là khoảng thời gian giữa rạng đông (thiên văn) và Mặt Trời mọc, hoặc giữa Mặt Trời lặn và hoàng hôn (thiên văn).

Chạng vạng (twilight) được xác định dựa theo góc trông Mặt Trời {\displaystyle \theta _{\mathrm {s} }}, tức vị trí tâm của đĩa Mặt Trời so với đường chân trời toán học. Chạng vạng thường được phân chia thành ba pha (giai đoạn) gồm: chạng vạng dân dụng (civil twilight, sáng nhất), chạng vạng hàng hải (nautical twilight) và chạng vạng thiên văn (astronomical twilight, tối nhất).
| Xác định             | Góc trông mặt trời {\displaystyle \theta _{\mathrm {s} }} |
| -------------------- | --------------------------------------------------------- |
| Ban ngày             | 0° ≤ {\displaystyle \theta _{\mathrm {s} }}               |
| Mặt Trời lặn/mọc     | 0° ≤ {\displaystyle \theta _{\mathrm {s} }} < 6°          |
| Chạng vạng dân dụng  | −6° ≤ {\displaystyle \theta _{\mathrm {s} }} < 0°         |
| Chạng vạng hàng hải  | −12° ≤ {\displaystyle \theta _{\mathrm {s} }} < −6°       |
| Chạng vạng thiên văn | −18° ≤ {\displaystyle \theta _{\mathrm {s} }} < −12°      |
| Đêm tối              | {\displaystyle \theta _{\mathrm {s} }} < −18°             |

### Chạng vạng dân dụng

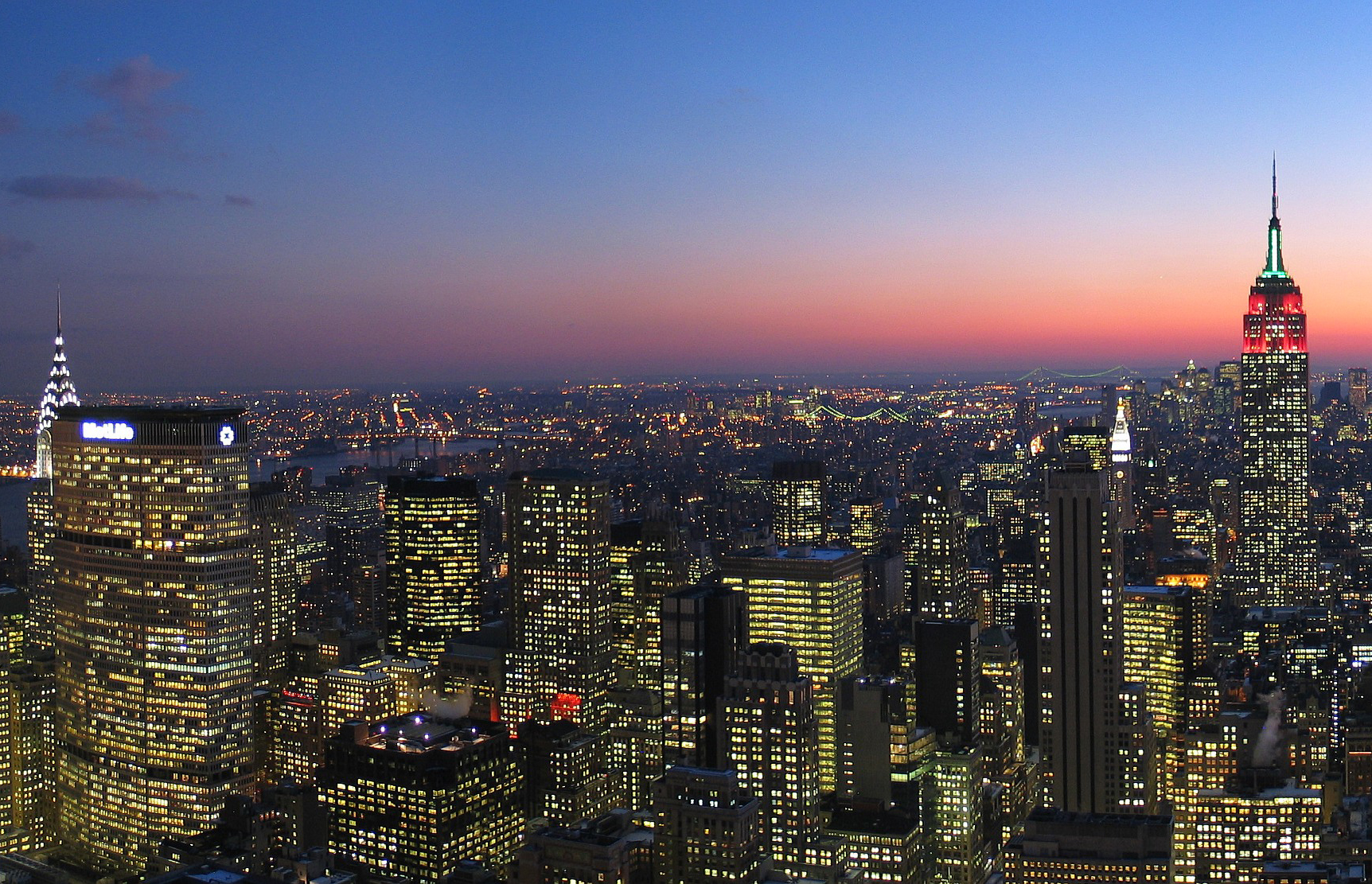
Trung tâm Manhattan vào lúc chạng vạng dân dụng, cho thấy giờ xanh

Chạng vạng dân dụng là giai đoạn mà ánh sáng tự nhiên vẫn đủ cho các hoạt động ngoài trời mà chưa cần ánh sáng nhân tạo. Chạng vạng dân dụng buổi sáng bắt đầu khi tâm đĩa Mặt Trời hình học ở vị trí 6° dưới đường chân trời và kết thúc khi Mặt Trời mọc. Chạng vạng dân dụng buổi tối bắt đầu lúc Mặt Trời lặn và kết thúc khi tâm đĩa Mặt Trời hình học tới vị trí 6° dưới đường chân trời.
Thời điểm bắt đầu chạng vạng dân dụng buổi sáng còn được gọi là rạng đông dân dụng, và thời điểm kết thúc chạng vạng dân dụng buổi tối được gọi là hoàng hôn dân dụng. Trong quân đội Hoa Kỳ, các từ viết tắt BMCT (begin morning civil twilight) và EECT (end evening civil twilight) được dùng để chỉ tương ứng các thời điểm nói trên. Rạng đông dân dụng đến sau giai đoạn chạng vạng hàng hải buổi sáng, còn hoàng hôn dân dụng đến trước giai đoạn chạng vạng hàng hải buổi tối.

Chạng vạng dân dụng ở một thị trấn nhỏ trong hoang mạc Mojave

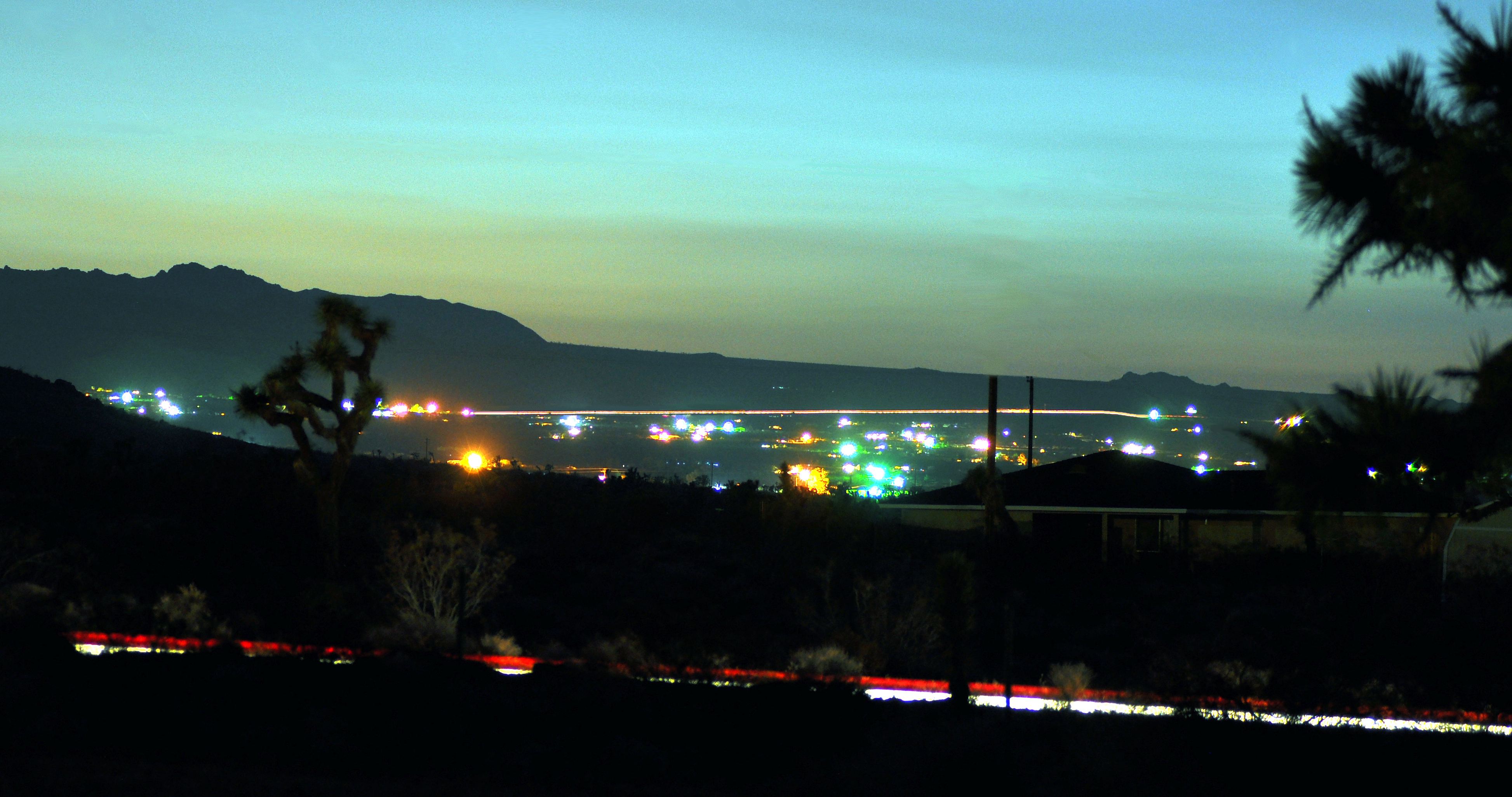
Ảnh phơi sáng của chạng vạng hàng hải ở một thị trấn nhỏ trong hoang mạc Mojave

Ảnh phơi sáng của chạng vạng thiên văn (hoàng hôn) ở một thị trấn nhỏ trong hoang mạc Mojave

Trong điều kiện thời tiết lý tưởng, sự chiếu sáng của Mặt Trời lúc chạng vạng dân dụng vẫn còn đủ cho mắt người có thể phân biệt rõ ràng các vật thể trên mặt đất, vì vậy chưa cần đến các nguồn ánh sáng nhân tạo cho hầu hết hoạt động ngoài trời. Vào các thời điểm hoàng hôn và bình minh dân dụng, ánh sáng từ Mặt Trời phân định đường chân trời rõ nét, và các ngôi sao và hành tinh sáng nhất có thể xuất hiện. Một người quan sát sao từ Trái Đất có thể nhận biết được Sao Kim, hành tinh sáng nhất, còn được gọi là "sao hôm" hay "sao mai", vì họ có thể thấy nó trong chạng vạng dân dụng (xem cấp sao biểu kiến). Trên bầu trời lúc này, vẫn còn ánh sáng phản chiếu và tán xạ trong khí quyển nhuộm sắc đỏ vàng gần chân trời, có thể thấy vành đai sao Kim và bóng của Trái Đất ở phía đối diện Mặt Trời mọc/lặn. Đây cũng là lúc bắt đầu của giờ xanh, khi phong cảnh mang một sắc xanh ấn tượng.
Trong pháp luật ở một vài nước, chạng vạng dân dụng là thời gian trong ngày mà một số đạo luật bắt đầu có hiệu lực. Các luật này xác định thời gian đó vào một khoảng cố định sau khi Mặt Trời lặn hoặc trước khi Mặt Trời mọc (thường là 20–30 phút), thay vì theo góc trông của Mặt Trời dưới đường chân trời. Ví dụ: khi vào thời gian này, người đang lái xe ô tô phải bật đèn pha (gọi là giờ bật đèn ở Anh Quốc); hoạt động săn bắn bị hạn chế; hành vi trộm cắp đột nhập khi đó sẽ được coi là đột nhập ban đêm, và tội này sẽ bị phạt nặng hơn ở một số khu vực pháp lý.
Thời gian này có thể ảnh hưởng tới việc các thiết bị phụ trợ trên máy bay, ví dụ đèn báo hiệu chống va chạm, được yêu cầu vận hành. Chạng vạng dân dụng được định nghĩa trong Quy định Hàng không Liên bang (FAR) của Hoa Kỳ, được liệt kê vào American Air Almanac.

### Chạng vạng hàng hải
Chạng vạng hàng hải buổi sáng (rạng đông hàng hải) bắt đầu khi tâm đĩa Mặt Trời hình học ở vị trí 12 độ dưới đường chân trời vào buổi sáng, và kết thúc khi tâm đĩa Mặt Trời hình học lên vị trí 6 độ dưới chân trời vào buổi sáng.
Chạng vạng hàng hải buổi chiều tối bắt đầu khi tâm đĩa Mặt Trời hình học ở vị trí 6 độ dưới đường chân trời vào buổi chiều tối, và kết thúc (hoàng hôn hàng hải) khi tâm đĩa Mặt Trời hình học xuống vị trí 12 độ dưới chân trời vào buổi chiều tối.

#### Rạng đông hàng hải và hoàng hôn hàng hải

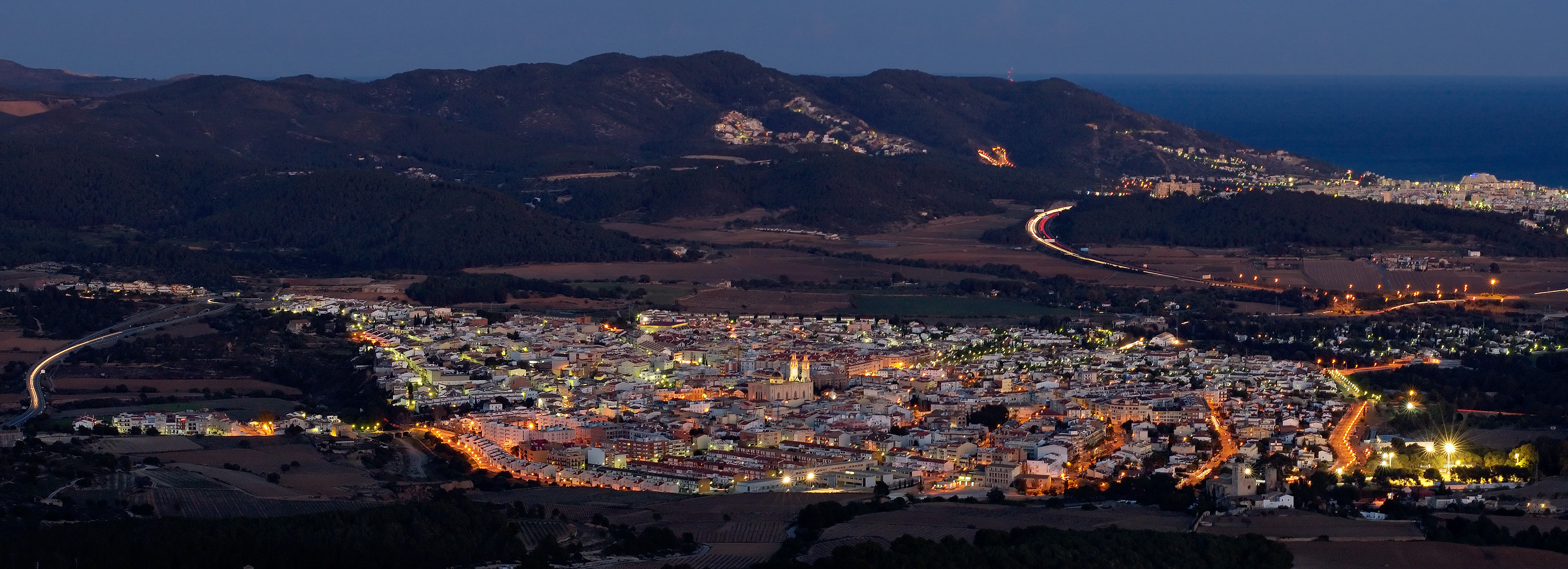
Vào lúc bắt đầu chạng vạng hàng hải buổi chiều tối, ánh sáng nhân tạo cần phải được sử dụng để có thể thấy các vật thể trên mặt đất rõ ràng.

Rạng đông hàng hải là thời điểm mà tâm đĩa Mặt Trời hình học ở vị trí 12 độ dưới đường chân trời vào buổi sáng. Trước nó là khoảng thời gian chạng vạng thiên văn buổi sáng, và sau nó là chạng vạng hàng hải buổi sáng. Hoàng hôn hàng hải là khoảnh khắc mà tâm đĩa Mặt Trời hình học ở vị trí 12 độ dưới chân trời vào buổi chiều tối. Nó đánh dấu sự bắt đầu của chạng vạng thiên văn và kết thúc của chạng vạng hàng hải buổi chiều tối.

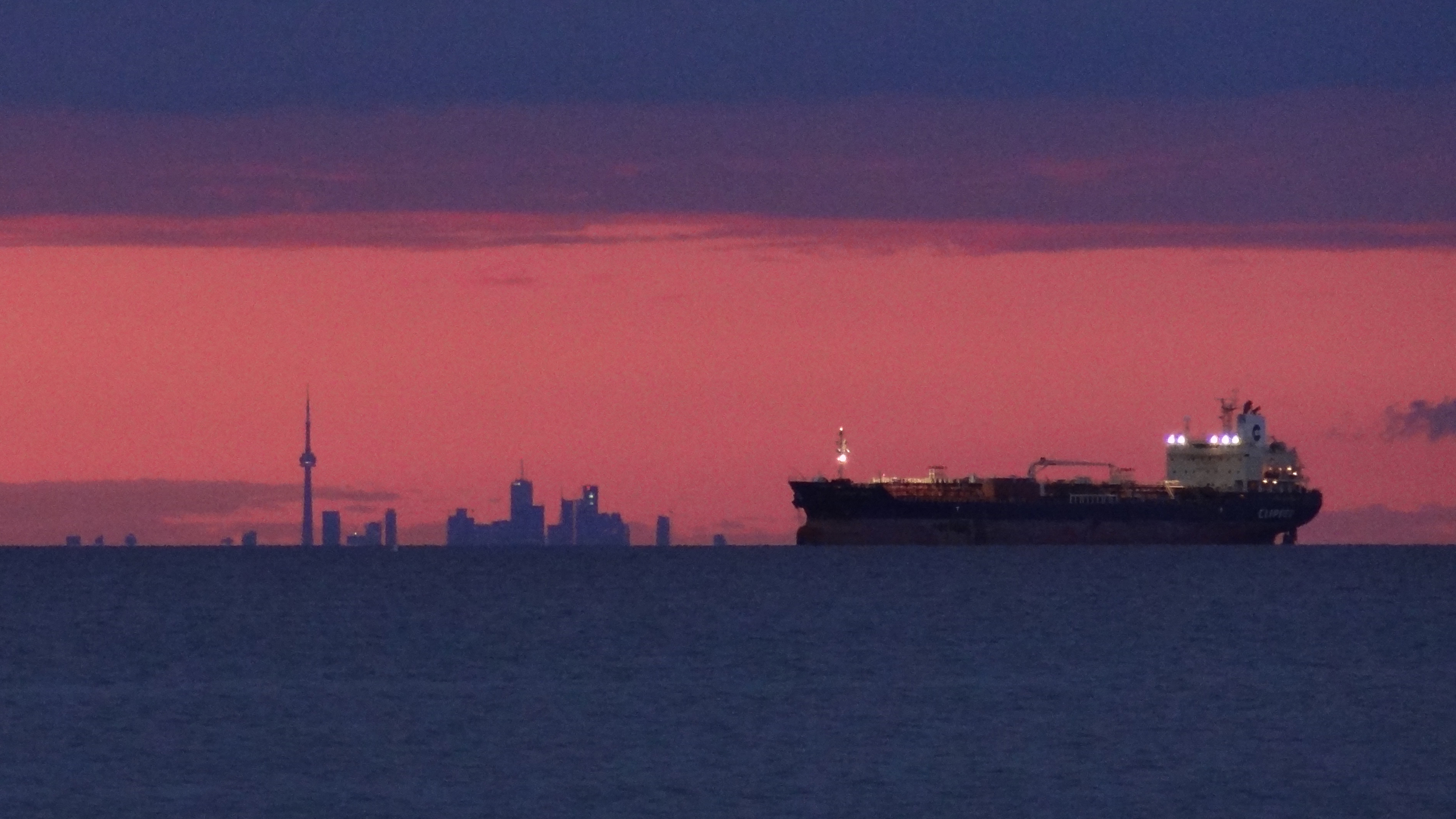
Chạng vạng hàng hải buổi chiều tối trên Hồ Ontario, Canada

Trước lúc rạng đông hàng hải và sau lúc hoàng hôn hàng hải, các thủy thủ không thể định hướng theo đường chân trời ở ngoài biển vì họ không thể thấy rõ ràng đường chân trời. Vào lúc rạng đông và hoàng hôn hàng hải, mắt người khó thậm chí là không thể nhận thấy sự chiếu sáng gần điểm Mặt Trời mọc hay lặn trên đường chân trời (dù nó vẫn có).
Các thủy thủ có thể dựa vào các ngôi sao đã biết để xác định đường chân trời tham chiếu vào giai đoạn chạng vạng hàng hải. Trong điều kiện khí quyển tốt và không có các sự chiếu sáng khác, vào lúc chạng vạng hàng hải mắt người vẫn có thể phân biệt được những đường nét chung của các vật thể trên mặt đất nhưng không thể tham gia vào các hoạt động ngoài trời đòi hỏi chi tiết.
Trong quân sự có các từ viết tắt BMNT (begin morning nautical twilight) tức là rạng đông hàng hải và EENT (end evening nautical twilight) tức là hoàng hôn hàng hải, được dùng trong các kế hoạch phòng ngự hoặc tấn công.

### Chạng vạng thiên văn

#### Rạng đông và hoàng hôn thiên văn
Rạng đông thiên văn là thời điểm khi tâm đĩa Mặt Trời hình học ở vị trí 18 độ dưới chân trời vào buổi sáng. Hoàng hôn thiên văn là thời điểm khi tâm đĩa Mặt Trời hình học ở vị trí 18 độ dưới đường chân trời vào buổi chiều tối. Trước khi rạng đông thiên văn và sau hoàng hôn thiên văn, bầu trời hoàn toàn không được chiếu sáng bởi Mặt Trời nữa, đó là ban đêm.

#### Định nghĩa

Chạng vạng thiên văn buổi tối (hoàng hôn)

Chạng vạng thiên văn buổi sáng bắt đầu (rạng đông thiên văn) khi tâm đĩa Mặt Trời hình học ở vị trí 18° dưới chân trời vào buổi sáng, và kết thúc khi tâm đĩa Mặt Trời hình học lên vị trí 12° dưới chân trời vào buổi sáng. Chạng vạng thiên văn buổi tối bắt đầu khi tâm đĩa Mặt Trời hình học ở vị trí 12° dưới chân trời vào buổi tối và kết thúc (hoàng hôn thiên văn) khi tâm đĩa Mặt Trời hình học xuống vị trí 18° dưới đường chân trời vào buổi tối.
Ở một số địa điểm (không có ô nhiễm ánh sáng thành thị, ánh trăng, cực quang và các sự chiếu sáng khác), nơi mà bầu trời đủ tối, thời gian chạng vạng thiên văn (sáng/tối) là đủ cho các nhà thiên văn có thể thực hiện dễ dàng hầu hết quan sát với các nguồn sáng điểm, chẳng hạn các ngôi sao. Tuy nhiên, một số đối tượng quan sát khá mờ nhạt, chẳng hạn các thiên hà và tinh vân xa, cần có độ tối hơn chạng vạng thiên văn để có thể nhận ra. Theo lý thuyết, các ngôi sao mờ nhạt nhất có thể nhận ra được bằng mắt thường (xấp xỉ cấp sao biểu kiến thứ sáu) sẽ hiện ra vào buổi tối khi hoàng hôn thiên văn, và biến mất lúc rạng đông thiên văn buổi sáng.
Tuy nhiên ở một số nơi khác, đặc biệt là những nơi có ô nhiễm ánh sáng, chạng vạng thiên văn có thể trông hoàn toàn giống ban đêm. Vào buổi tối, ngay cả khi chạng vạng thiên văn chưa kết thúc và vào buổi sáng khi chạng vạng thiên văn đã bắt đầu, hầu hết người quan sát bình thường cho rằng bầu trời tối đen, vì hầu như không có ngôi sao nào có thể được thấy. Do ô nhiễm ánh sáng, những người ở các địa phương gần và trong các thành phố lớn có thể không bao giờ có cơ hội được thấy bất cứ thứ gì ngoài Mặt Trăng và các ngôi sao sáng nhất, bất kể vào lúc chạng vạng nào, họ cũng không thể trải nghiệm cái gì gần với một bầu trời thực sự tối.

## Thời gian xảy ra

Bản đồ cho thấy các vĩ độ giới hạn của từng loại chạng vạng tại các ngày điểm chí

Chạng vạng hàng hải buổi sáng sớm tại Joshua Tree, California, với các ráng mây đầy sắc màu, khi Mặt Trời ở 12 độ dưới chân trời.

### Giữa ngày và đêm
Người quan sát tại các vĩ độ thuộc phạm vi từ 0° đến 48°34 so với xích đạo ở mỗi bán cầu có thể thấy chạng vạng hai lần mỗi ngày trong năm, giữa các thời điểm của rạng đông (dân dụng, hàng hải, thiên văn) và Mặt Trời mọc, cũng như giữa lúc Mặt Trời lặn và các thời điểm hoàng hôn. Điều này cũng xảy ra với người quan sát tại một số vĩ độ cao hơn vào nhiều ngày trong năm, trừ các ngày gần ngày hạ chí. Tuy nhiên, tại các vĩ độ cận cực trong khoảng 9 độ tính từ các cực (tức là vĩ độ 81° đến 90° từ xích đạo), Mặt Trời không thể mọc cao hơn 18 độ trên đường chân trời và cũng không thể lặn xuống thấp hơn 18 độ dưới đường chân trời trong cùng một ngày bất kỳ trong năm, vì vậy chạng vạng không thể xảy ra giữa ngày và đêm ở những nơi này.

### Từ ngày này sang ngày hôm sau
Tại các vĩ độ lớn hơn 48°34' Bắc hoặc Nam, vào các ngày gần hạ chí, các loại chạng vạng có thể kéo dài từ lúc Mặt Trời lặn tới lúc Mặt Trời mọc buổi sáng của ngày hôm sau, bởi Mặt Trời không xuống thấp hơn 18 độ dưới chân trời nên bầu trời không tối hoàn toàn ngay cả vào lúc nửa đêm Mặt Trời. Các vĩ độ này bao gồm nhiều khu vực đông dân trên Trái Đất, bao gồm toàn bộ Vương quốc Anh và một số quốc gia ở Bắc Âu và thậm chí là Trung Âu.
- Chạng vạng dân dụng: từ vĩ độ 60°34' tới vĩ độ 65°44' Bắc hoặc Nam (cụ thể hơn là giữa 62° và 67°10' Bắc hoặc Nam vào các tháng 5 hoặc 11, hoặc giữa 69° và 74°10' Bắc hoặc Nam vào các tháng 4 hoặc 10). Ở Bán cầu Bắc các vĩ độ này bao gồm Alaska, trung tâm Iceland, Phần Lan, Thụy Điển, Na Uy và quần đảo Faroe. Ở Bán cầu Nam chủ yếu là Nam Đại Dương. Đêm trắng chính là khi chạng vạng dân dụng kéo dài suốt đêm.
- Chạng vạng hàng hải: giữa các vĩ tuyến 54°34' và 60°34' của hai bán cầu (hay giữa 56° và 62° Bắc hoặc Nam vào các tháng 5 hoặc 11, hoặc giữa 63° và 69° Bắc hoặc Nam vào các tháng 4 hoặc 10). Ở Bán cầu Bắc bao gồm vùng trung nước Nga, Canada, Estonia, Latvia, Lithuania, và Đan Mạch. Ở Bán cầu Nam bao gồm các vùng tận cùng phía Nam của Nam Mỹ, và thành phố Ushuaia ở Argentina. Chạng vạng hàng hải không đủ sáng để gọi là đêm trắng.
- Chạng vạng thiên văn: giữa các vĩ tuyến 48°34' và 54°34' của hai bán cầu (giữa 50° và 56° Bắc hoặc Nam vào các tháng 5 hoặc 11, hoặc giữa 57° và 63° Bắc hoặc Nam vào các tháng 4 hoặc 10). Ở Bán cầu Bắc bao gồm vùng trung đảo Man, Vương quốc Anh, Belarus, Ireland, Hà Lan, Ba Lan, Đức, Bỉ, Cộng hòa Séc, Luxembourg, Guernsey, Ukraine, và Slovakia. Ở Bán cầu Nam gồm trung tâm Nam Georgia và Quần đảo Nam Sandwich, đảo Bouvet, đảo Heard và quần đảo Falkland, cũng bao gồm El Calafate và Río Gallegos của Argentina, và Puerto Natales của Chile. Một đêm chạng vạng thiên văn không được gọi là đêm trắng.

### Giữa hai đêm vùng cực
Ở các vĩ độ cận hai cực Bắc hoặc Nam vào mùa đông, ban đêm vùng cực hiếm khi tối hoàn toàn trong suốt 24 giờ mỗi ngày. Điều này chỉ có thể xảy ra vào những ngày gần đông chí và tại các vĩ độ trong khoảng 5.5 độ tính từ các cực. Tại các vĩ độ khác và ngày khác, ban đêm vùng cực bao gồm một thời gian chạng vạng hàng ngày khi Mặt Trời ở không xa dưới chân trời. Gần ngày đông chí, khi xích vĩ của Mặt Trời thay đổi chậm, bóng tối hoàn toàn kéo dài trong vài tuần ở chính các cực, chẳng hạn từ ngày 11 tháng 5 tới 31 tháng 7 tại trạm Nam Cực Amundsen–Scott. Bắc Cực chứng kiến điều tương tự từ ngày 13 tháng 11 đến 29 tháng 1.
Trưa Mặt Trời lúc chạng vạng dân dụng trong ban đêm vùng cực: giữa 67°24' và 72°34', Bắc hoặc Nam.
Trưa Mặt Trời lúc chạng vạng hàng hải trong ban đêm vùng cực: giữa 72°34' và 78°34', Bắc hoặc Nam.
Trưa Mặt Trời lúc chạng vạng thiên văn trong ban đêm vùng cực: giữa 78°34' và 84°34', Bắc hoặc Nam.
Trưa Mặt Trời lúc ban đêm hoàn toàn trong ban đêm vùng cực: giữa 84°34' và 90°, Bắc hoặc Nam.

### Kéo dài suốt 24 giờ
Tại các vĩ độ gần cực trong khoảng 9 độ, vì chênh lệch độ cao góc của Mặt Trời nhỏ hơn 18 độ, chạng vạng có thể kéo dài suốt 24 giờ. Điều này có thể xảy ra trong chỉ một ngày ở vĩ độ 9 tính từ địa cực, và có thể kéo dài tới trong vài tuần khi càng gần cực. Một địa điểm tốt để quan sát là Alert, Nunavut, Canada, hiện tượng này có thể kéo dài trong một tuần vào cuối tháng 2, và một lần nữa vào cuối tháng 10.

## Thời lượng

Số giờ ánh sáng ban ngày phụ thuộc vào vĩ độ và thời gian trong năm. Mỗi cực có ánh sáng ban ngày liên tục gần điểm chí tương ứng của nó.

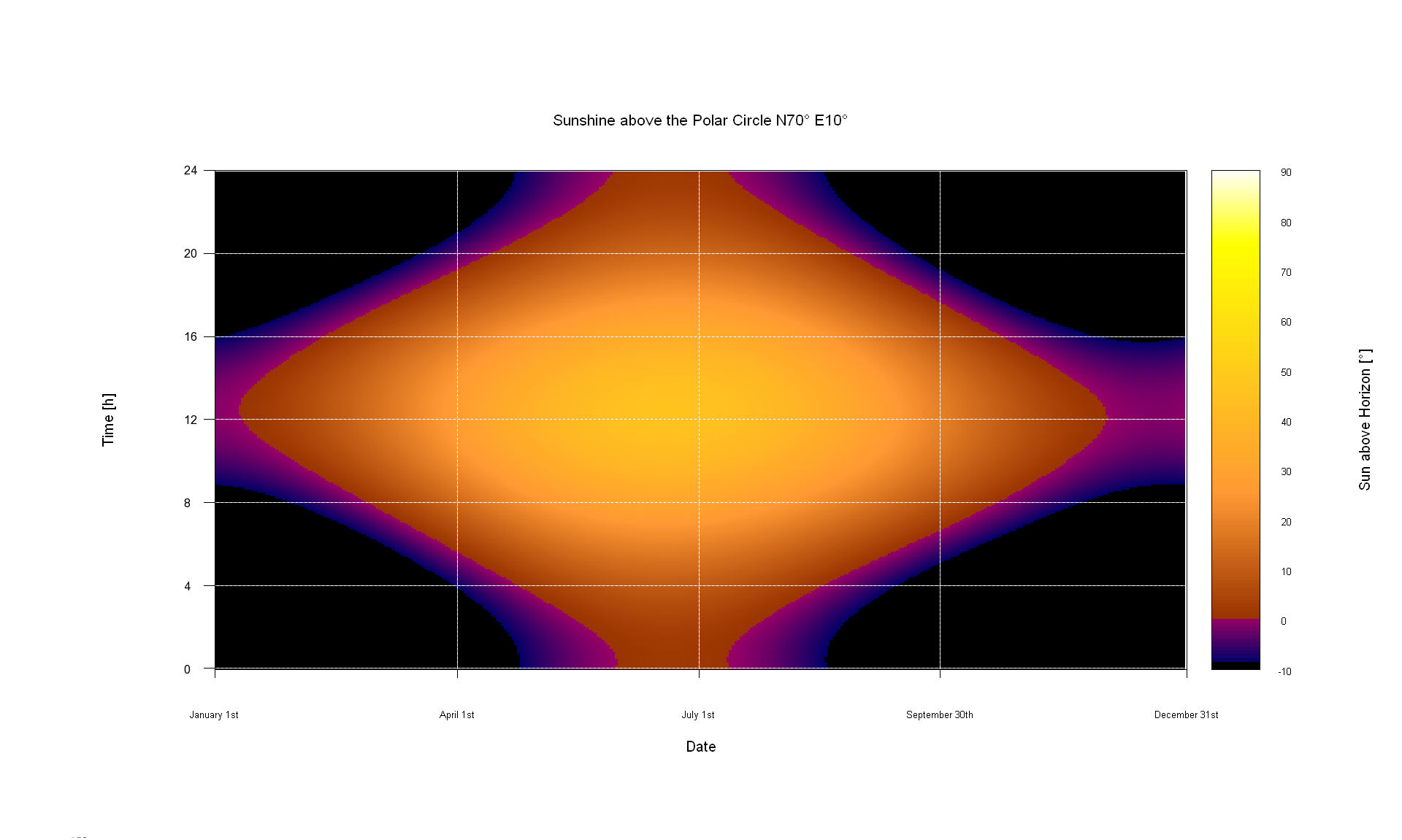
Biểu đồ ánh sáng mặt trời ở 70 độ vĩ Bắc

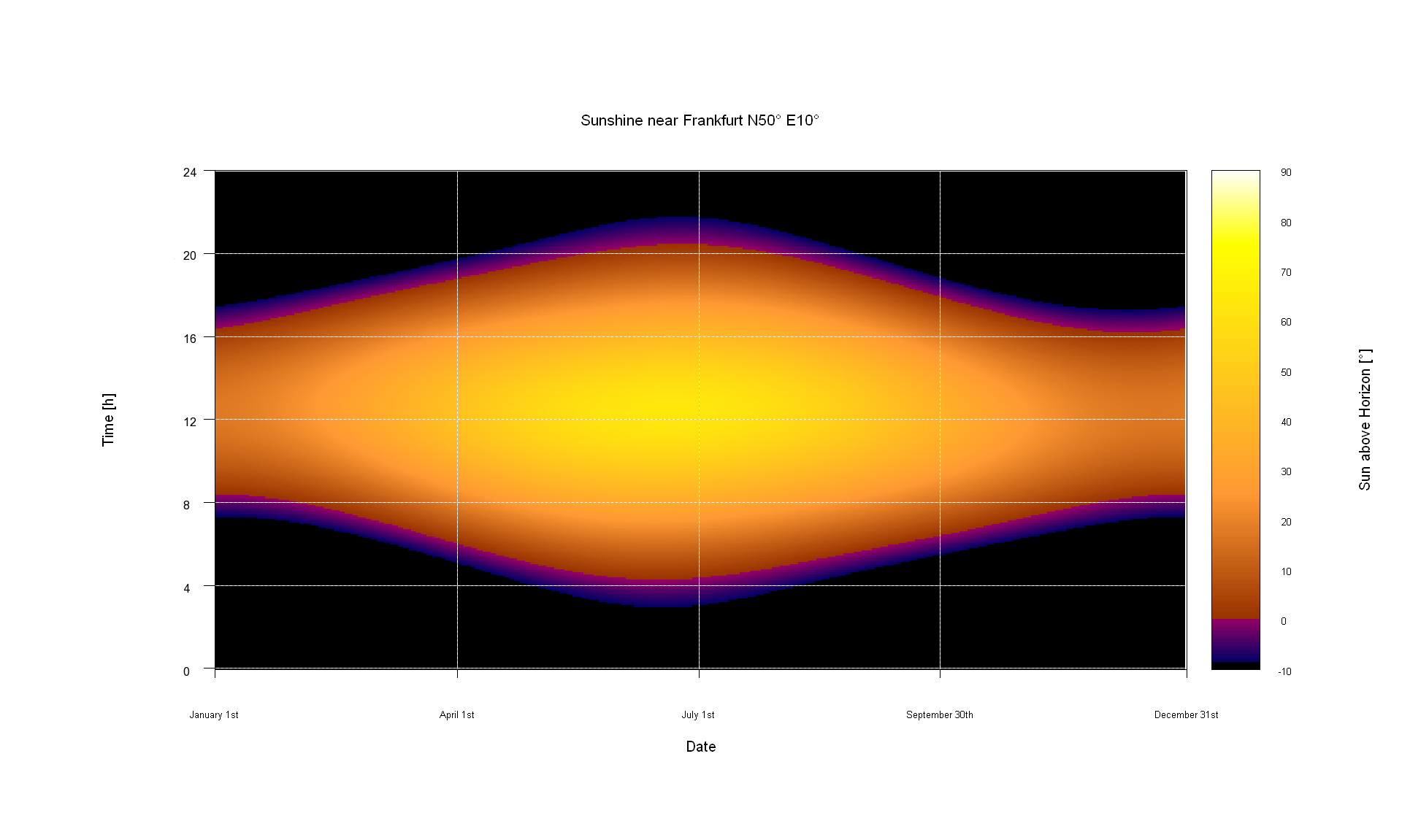
Biểu đồ ánh sáng mặt trời ở 50 độ vĩ Bắc

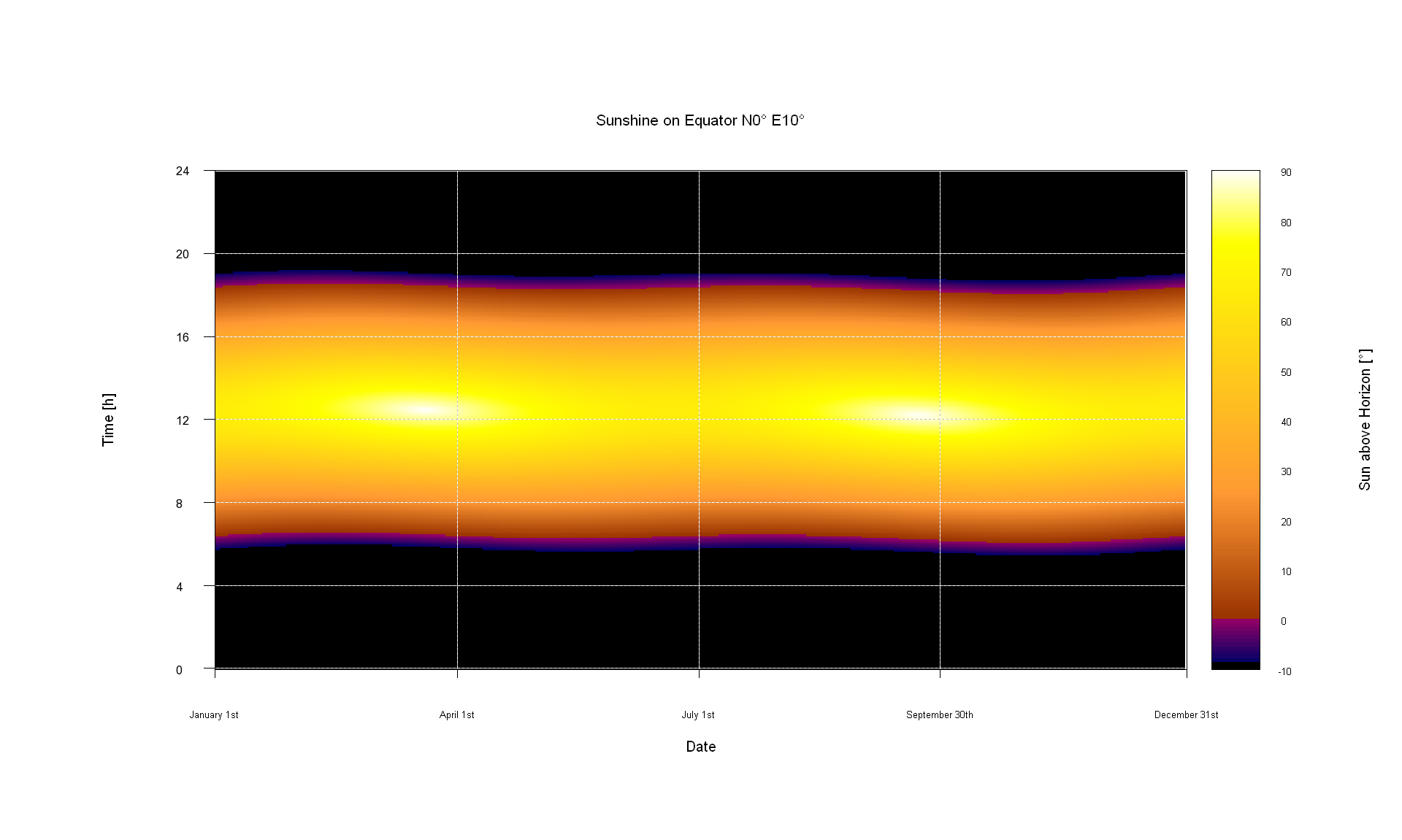
Biểu đồ ánh sáng mặt trời ở xích đạo

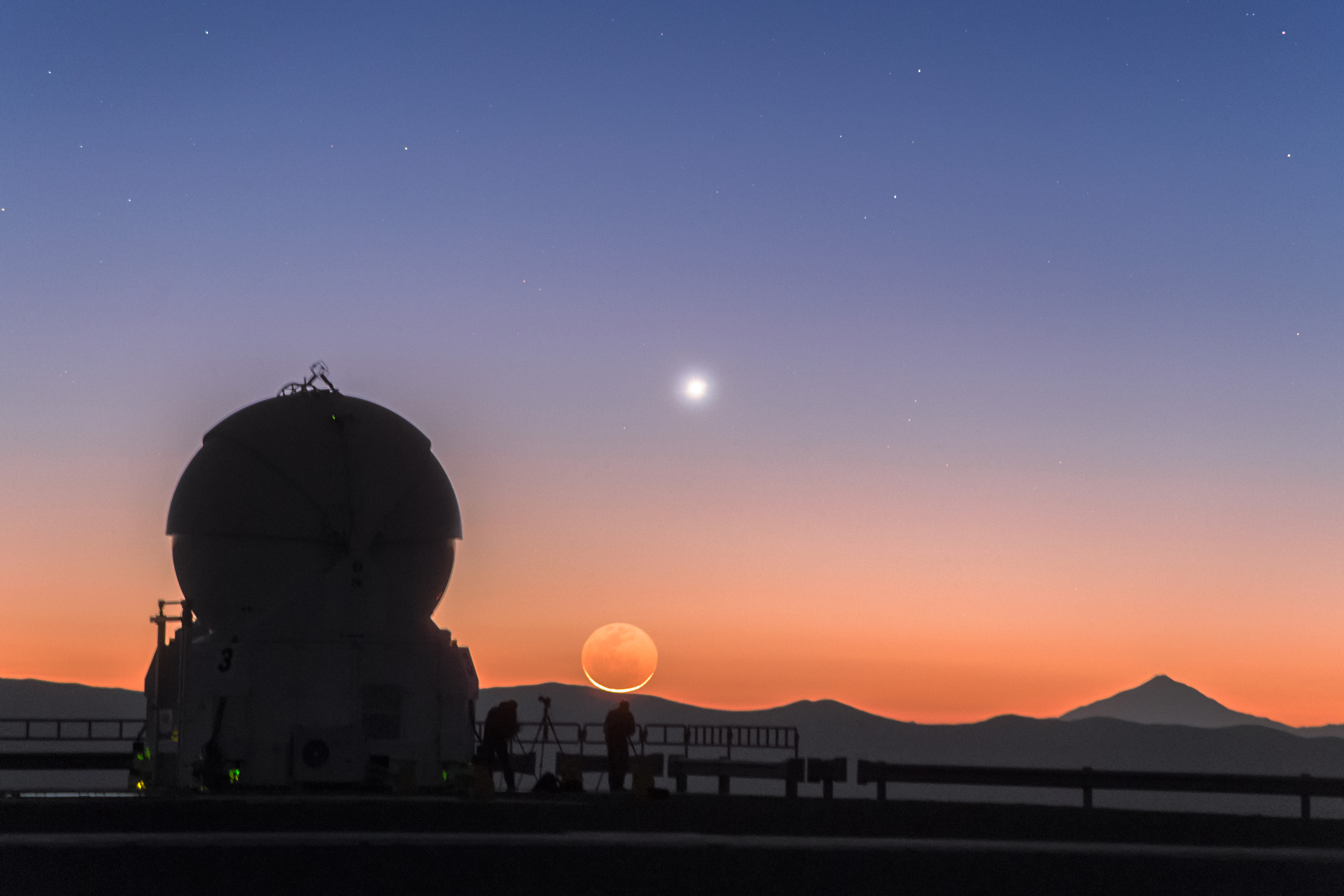
Chạng vạng ở Trạm thiên văn Paranal ở Chile

Thời lượng của chạng vạng phụ thuộc vĩ độ và thời gian trong năm. Mặt Trời chuyển động biểu kiến với tốc độ 15 độ mỗi giờ (360° mỗi ngày), nhưng Mặt Trời lặn và mọc thường xảy ra ở một góc nghiêng so với chân trời và thời lượng thực sự của giai đoạn chạng vạng bất kỳ sẽ là một hàm của góc đó, kéo dài càng lâu với góc càng xiên. Góc giữa đường chuyển động của Mặt Trời so với chân trời thay đổi theo vĩ độ cũng như thời gian trong năm (do sự nghiêng của trục Trái Đất so với Mặt Trời).
Tại Greenwich, Anh (51.5°B), thời lượng của chạng vạng dân dụng có thể thay đổi từ 33 phút đến 48 phút, tùy thuộc vào thời gian trong năm. Ở xích đạo, chạng vạng dân dụng chỉ kéo dài ít nhất 24 phút. Điều này là do ở các vĩ độ thấp, đường chuyển động biểu kiến của Mặt Trời vuông góc với chân trời. Nhưng tại các cực, chạng vạng dân dụng có thể kéo dài tới tận 2–3 tuần. Tại những vùng vĩ độ cao cận Bắc Cực và Nam Cực, chạng vạng (nếu có) có thể kéo dài vài giờ, thậm chí cả ngày. Khi ta tới gần các vòng cực Bắc hoặc Nam, đĩa Mặt Trời di chuyển xuống đường chân trời của người quan sát tới một góc rất thấp, địa điểm của người quan sát sẽ gián tiếp vượt qua các vùng chạng vạng trong thời gian lâu hơn.
Ở những nơi nằm trong các vòng cực, vào mùa hè ban ngày có thể kéo dài 24 tiếng, tại các vùng rất gần các cực, chạng vạng có thể kéo dài trong suốt vài tuần vào gần các điểm phân. Bên ngoài các vòng cực nơi khoảng cách góc đến vòng cực nhỏ hơn các góc xác định chạng vạng (xem trên), vào gần ngày hạ chí chạng vạng có thể tiếp diễn quá lúc nửa đêm địa phương tới buổi sáng sớm hôm sau. Vị trí chính xác của các vòng cực, và các vùng mà chạng vạng có thể tiếp diễn sau lúc nửa đêm thay đổi ít qua từng năm theo độ nghiêng của trục Trái Đất. Các vĩ độ thấp nhất trung bình sao cho từng loại chạng vạng có thể tiếp tục sau nửa đêm địa phương bao gồm: xấp xỉ 60.561° (60°33′43″) đối với chạng vạng dân dụng, 54.561° (54°33′43″) đối với chạng vạng hàng hải và 48.561° (48°33′43″) đối với chạng vạng thiên văn.
| Tháng    | dân dụng   | hàng hải   | thiên văn  |
| -------- | ---------- | ---------- | ---------- |
| Tháng 1  | 60°42′N    | 54°42′N    | 48°42′N    |
| Tháng 2  | 65°42′N    | 59°42′N    | 53°42′N    |
| Tháng 3  | 75°42′N    | 69°42′N    | 63°42′N    |
| Tháng 4  | 69°B       | 63°B       | 57°B       |
| Tháng 5  | 62°B       | 56°B       | 50°B       |
| Tháng 6  | 60°33′43″B | 54°33′43″B | 48°33′43″B |
| Tháng 7  | 60°42′B    | 54°42′B    | 48°42′B    |
| Tháng 8  | 65°42′B    | 59°42′B    | 53°42′B    |
| Tháng 9  | 75°42′B    | 69°42′B    | 63°42′B    |
| Tháng 10 | 69°N       | 63°N       | 57°N       |
| Tháng 11 | 62°N       | 56°N       | 50°N       |
| Tháng 12 | 60°33′43″N | 54°33′43″N | 48°33′43″N |

Vào ngày đông chí ở bên trong các vòng cực, chạng vạng có thể kéo dài qua lúc trưa Mặt Trời ở các vĩ độ dưới 72.561° (72°33′43″) đối với chạng vạng dân dụng, 78.561° (78°33′43″) đối với chạng vạng hàng hải, và 84.561° (84°33′43″) đối với chạng vạng thiên văn.

## Trên các hành tinh khác
Trên Sao Hỏa, chạng vạng lâu hơn trên Trái Đất, kéo dài tới hai giờ trước khi Mặt Trời mọc hay sau khi Mặt Trời lặn. Bụi trên khí quyển cao tán xạ ánh sáng tới nửa ban đêm của hành tinh này. Các cảnh chạng vạng tương tự cũng được thấy trên Trái Đất sau các vụ phun trào núi lửa lớn.

## Thư viện ảnh

Chạng vạng tại Nowshahr, Iran
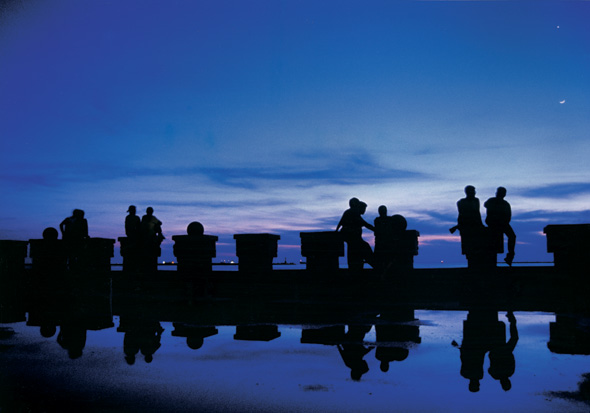
Dáng người in bóng lúc chạng vạng
Chạng vạng sáng tại Samocice, Ba Lan
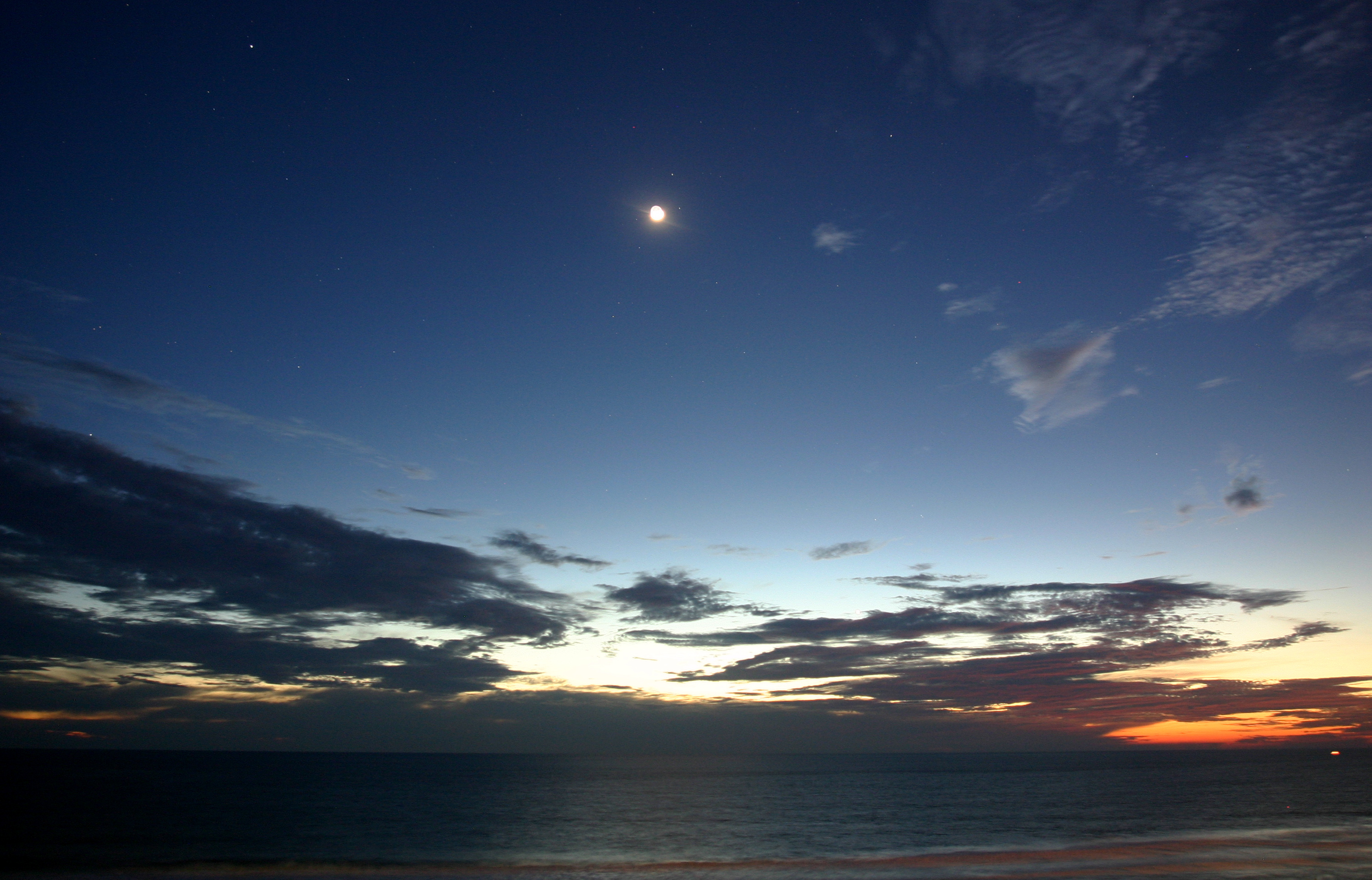
Chạng vạng ở Acapulco, México
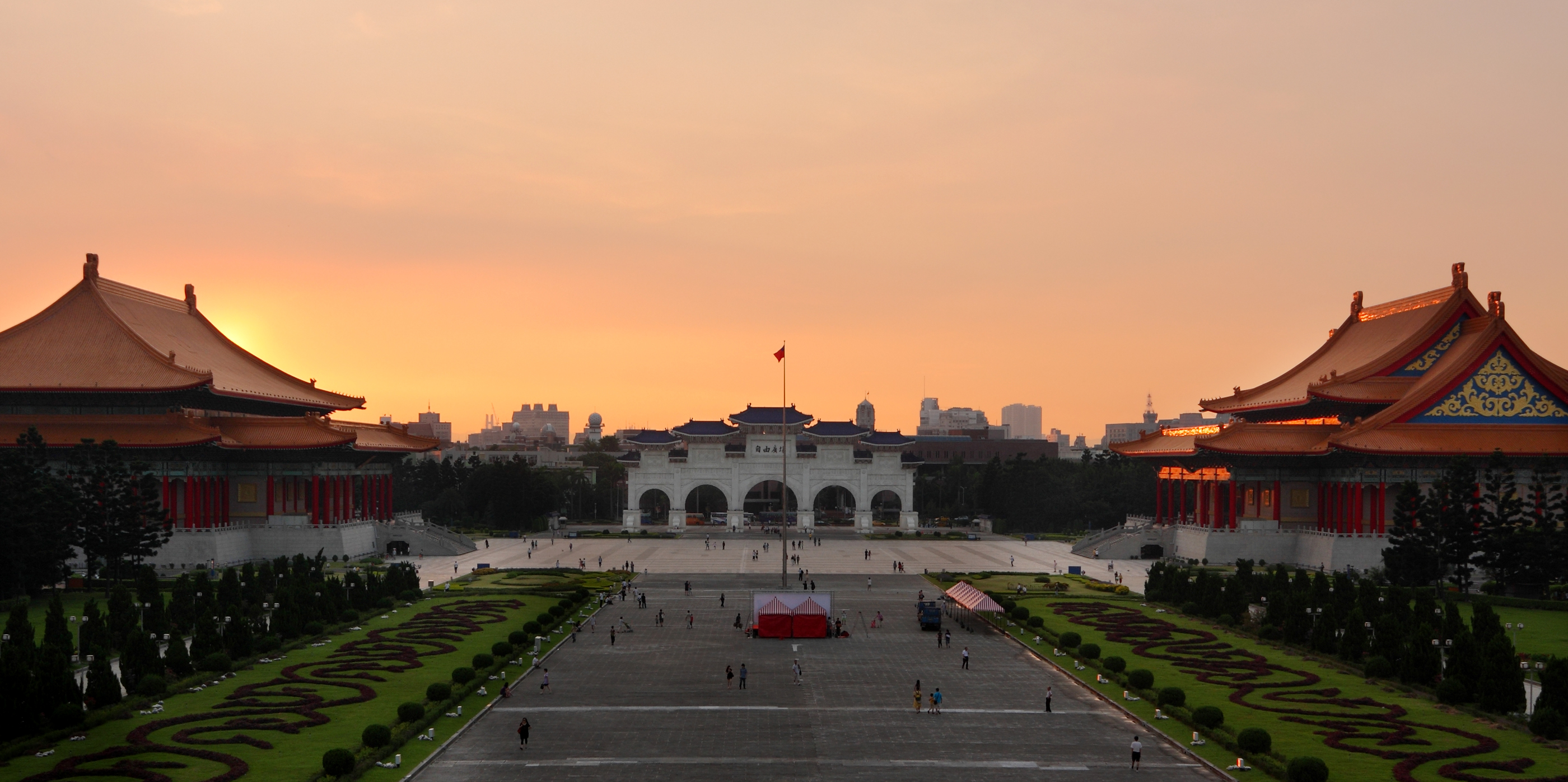
Chạng vạng dân dụng tối tại Đài Bắc, Đài Loan
Trăng lặn lúc chạng vạng sáng sớm trên núi
Chạng vạng giữa hè ở Rainbow Ridge, Landers, California, California.
Chạng vạng đêm vùng cực đặc trưng tại Longyearbyen, Svalbard, ở 78° vĩ Bắc
Chạng vạng tối ở Joshua Tree, California, Hoa Kỳ
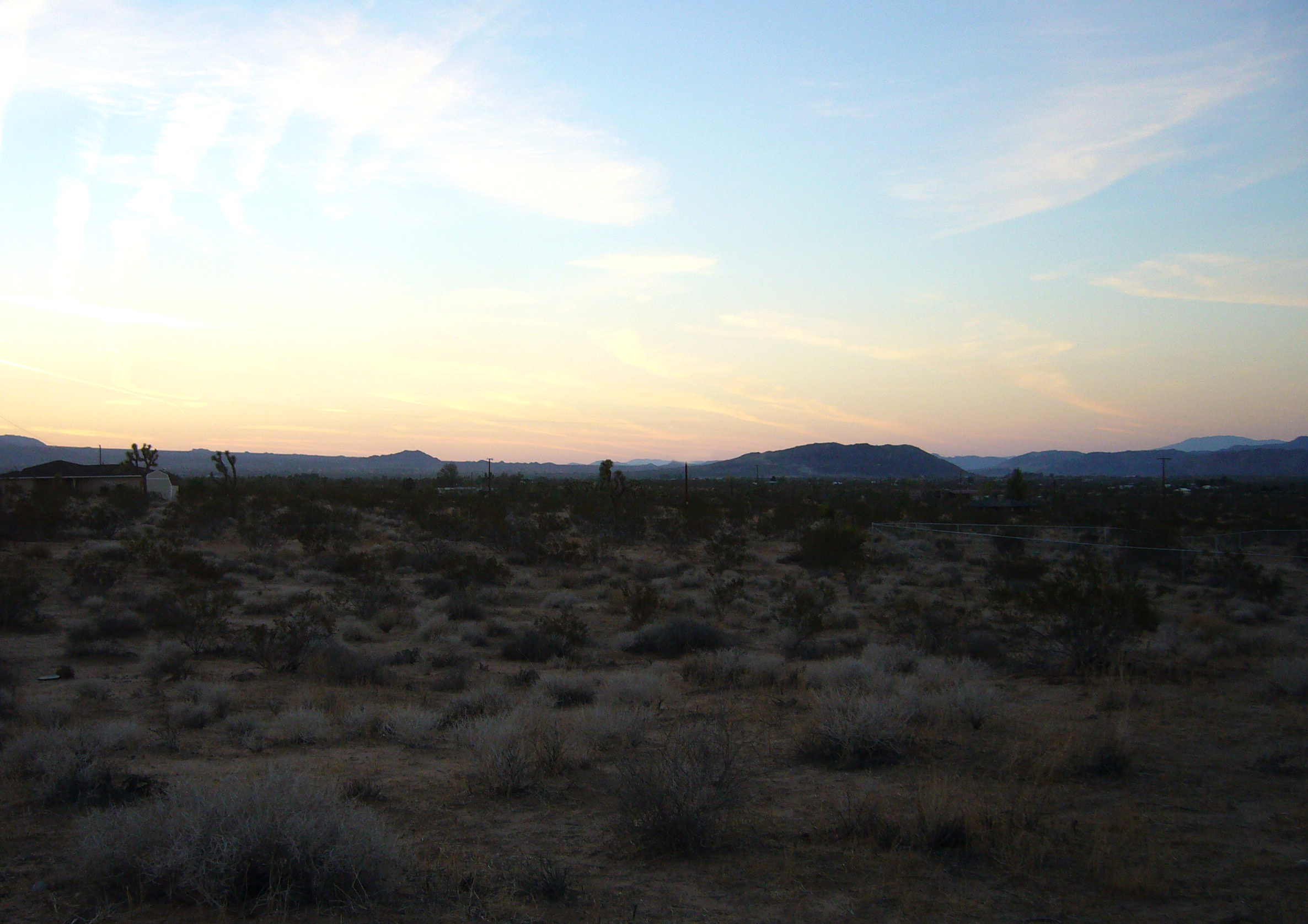
Hoang mạc Mojave lúc chạng vạng dân dụng

### Trích dẫn
1. 1 2  "Definitions from the US Astronomical Applications Dept". USNO. Bản gốc lưu trữ ngày 14 tháng 8 năm 2015. Truy cập ngày 22 tháng 7 năm 2011.
2. ↑  "Rise, Set, and Twilight Definitions". US Naval Observatory. United States Navy. Bản gốc lưu trữ ngày 6 tháng 6 năm 2011. Truy cập ngày 20 tháng 7 năm 2012.
3. 1 2  "Low precision formulae for planetary positions". Astrophysical Journal, Supplement Series. Quyển 31 số 3. 1980. Bibcode:1979ApJS...41..391V. {{Chú thích tạp chí}}: Đã bỏ qua tham số không rõ |authors= (trợ giúp)
4. ↑  Van Flandern, T.; K. Pulkkinen (1980). "Low precision formulae for planetary positions". Astrophysical Journal Supplement Series. Quyển 31 số 3. Bibcode:1979ApJS...41..391V. doi:10.1086/190623.
5. 1 2 3 4 5 6  ftp://ftp.flaterco.com/xtide/Bowditch.pdf#238%5B%5D The American Practical Navigator, 2002; page 238
6. 1 2 3 4 5 6 7  http://msi.nga.mil/MSISiteContent/StaticFiles/NAV_PUBS/APN/Gloss-1.pdf#9 Lưu trữ ngày 17 tháng 5 năm 2017 tại Wayback Machine Glossary of Marine Navigation
7. 1 2 3 4 5 6 7  http://www.ast.cam.ac.uk/public/ask/2445 Lưu trữ ngày 5 tháng 8 năm 2017 tại Wayback Machine University of Cambridge – Institute of Astronomy – Ask an Astronomer [NB: questionable source as its sources refer back to Wikipedia]
8. ↑  "What Is Civil Twilight?". www.timeanddate.com.
9. ↑  14 C.F.R. 121.323
10. ↑  "Title 14: Aeronautics and Space PART 1 – Definitions". ELECTRONIC CODE OF FEDERAL REGULATIONS. U.S. Government Publishing Office.
11. ↑  "The Air Almanac". aa.usno.navy.mil. Bản gốc lưu trữ ngày 26 tháng 11 năm 2007. Truy cập ngày 14 tháng 3 năm 2021.
12. 1 2  "What Is Nautical Twilight?". www.timeanddate.com.
13. ↑  http://aa.usno.navy.mil/faq/docs/RST_defs.php Lưu trữ ngày 14 tháng 8 năm 2015 tại Wayback Machine Rise, Set, and Twilight Definitions
14. ↑  "What Is Astronomical Twilight?". www.timeanddate.com.
15. ↑  "Venus and the Moon strike a pose". Truy cập ngày 18 tháng 4 năm 2016.
16. ↑  "Length of Day and Twilight (Formulas)". www.gandraxa.com. Truy cập ngày 26 tháng 8 năm 2011.
17. ↑  Herbert Glarner's website, reference 2. "Civil Twilight" "6°", "Nautical Twilight" "12°". "90°-Axis(23.439°)-12°=54.561°.
18. ↑  NASA-Jet Propulsion Laboratory: Winter Solstice on Mars: Rovers Look Forward to A Second Martian Spring, ngày 7 tháng 8 năm 2006.